# Abdullo Tangriyev
Abdullo Tangriyev (Regione di Surkhandarya, 28 marzo 1981) è un judoka uzbeko, vincitore di una medaglia d'argento nella categoria oltre i 100 kg alle Olimpiadi del 2008.

## Palmarès
- Giochi olimpici estivi

2008 - Pechino: argento  nella categoria oltre i 100 kg.
- Campionato mondiale di judo

2003 - Osaka: bronzo nella categoria Open.
2007 - Rio de Janeiro: bronzo nella categoria Open.
2009 - Rotterdam: bronzo nella categoria oltre i 100 kg.
- Giochi Asiatici

2002 - Pusan: argento nella categoria Open.
2006 - Doha: bronzo nella categoria oltre i 100 kg.
- Campionato asiatico di judo

2003 - Jeju: oro nella categoria oltre i 100 kg.
2004 - Almaty: bronzo nella categoria oltre i 100 kg.
2005 - Tashkent: oro nella categoria Open.
2007 - Madinat al-Kuwait: oro nella categoria oltre i 100 kg.
2008 - Jeju: oro nella categoria oltre i 100 kg.
- Universiadi

2003 - Taegu: oro nella categoria oltre i 100 kg e Open.